# Diedamskopf
Der Diedamskopf ist ein 2090 m ü. A. hoher Hausberg von Schoppernau im österreichischen Bundesland Vorarlberg.

## Lage und Umgebung
Umgeben wird der Diedamskopf nach Nordosten vom Hohen Ifen (2230 m) und nach Südosten von der Üntschenspitze (2135 m). Im Südwesten liegen Schoppernau und das Tal der Bregenzer Ach und damit die Region Bregenzerwald. Im Westen erhebt sich der Hirschberg (1834 m).
Nach der Alpenvereinseinteilung der Ostalpen gehört der Diedamskopf zu den Allgäuer Alpen, an deren Westrand er sich befindet.

## Besteigung
Der Diedamskopf ist ein beliebtes Ausflugsziel für Einheimische und Touristen. Die Besteigung vom Tal der Bregenzer Ach aus erfordert zwar eine gute Ausdauer, ist aber gänzlich unschwierig (T1). Die Gehzeit von Schoppernau aus beträgt drei bis vier Stunden. Von der Diedamskopf-Bergstation sind es noch 70 Höhenmeter bis zum Gipfel.

## Seilbahn und Skigebiet
Die Diedamskopf-Seilbahn führt von Schoppernau durchgängig mit einer Zwischenstation auf den Berg, in der Bergstation befindet sich ein Panoramarestaurant. Der Wälderbus 40 fährt die Talstation an.
Für den Diedamskopf wurde 2003 eine Studie zur Möglichkeit der Realisierbarkeit einer Weltcup-Strecke erstellt.

## Holdamoos Au-Schoppernau
Das Natur-Erlebnis Holdamoos zeigt 400 Jahre Alpgeschichte auf. Inmitten der Kultur- und Naturlandschaft liegen eine Vorsäßhütte im Originalzustand, eine Hängebrücke, ein kleiner See, eine Kneippanlage sowie ein Kräutergarten mit über 150 verschiedenen Kräutern, der von Anne Maria Bär und 14 Frauen aus Au und Schoppernau betreut wird. Das Holdamoos ist vom Parkplatz der Diedamskopf-Talstation oder von Au-Rehmen aus erreichbar; die Wanderzeit wird mit zweieinhalb Stunden veranschlagt.

## Bilder

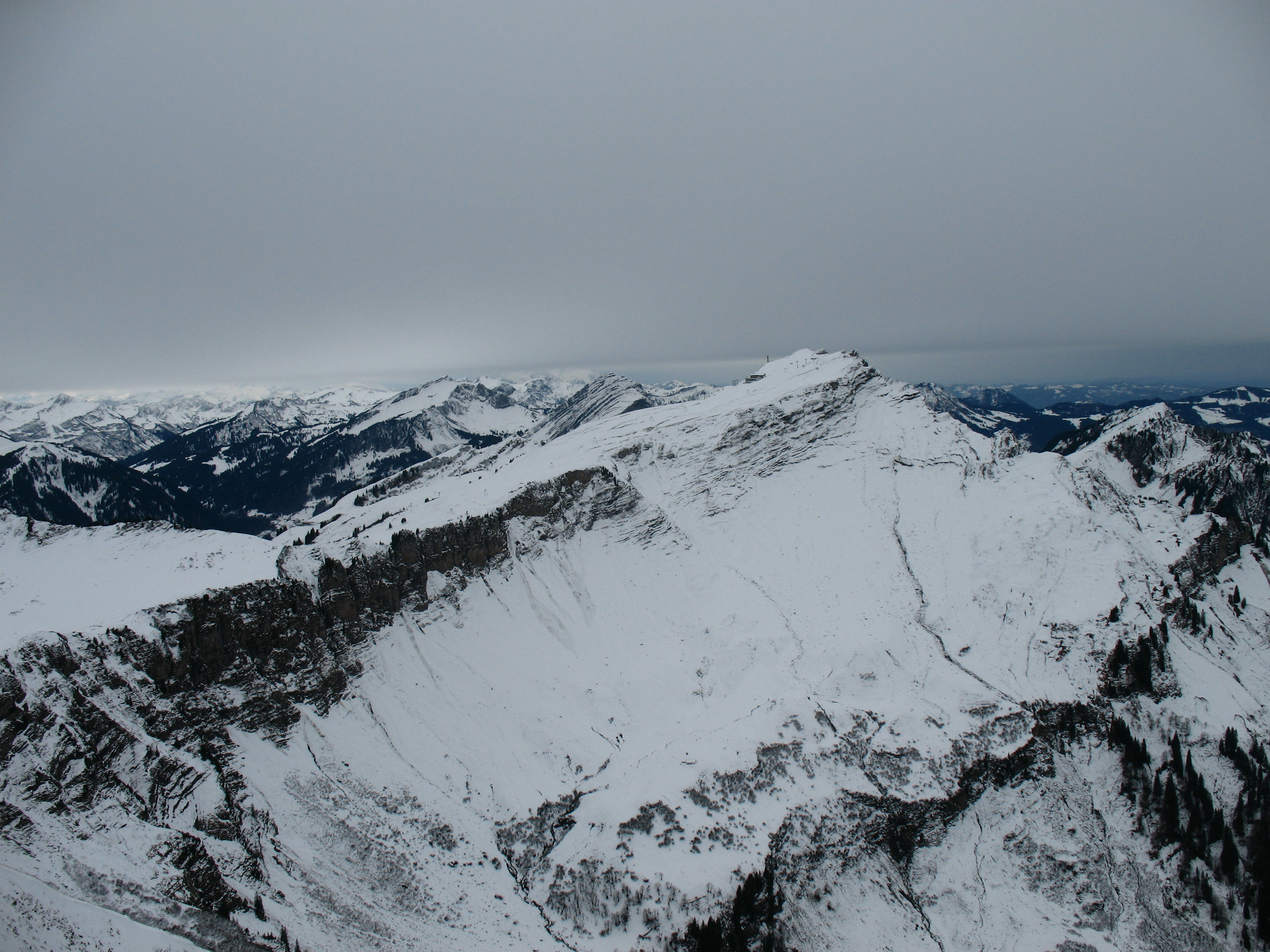
Ostflanke
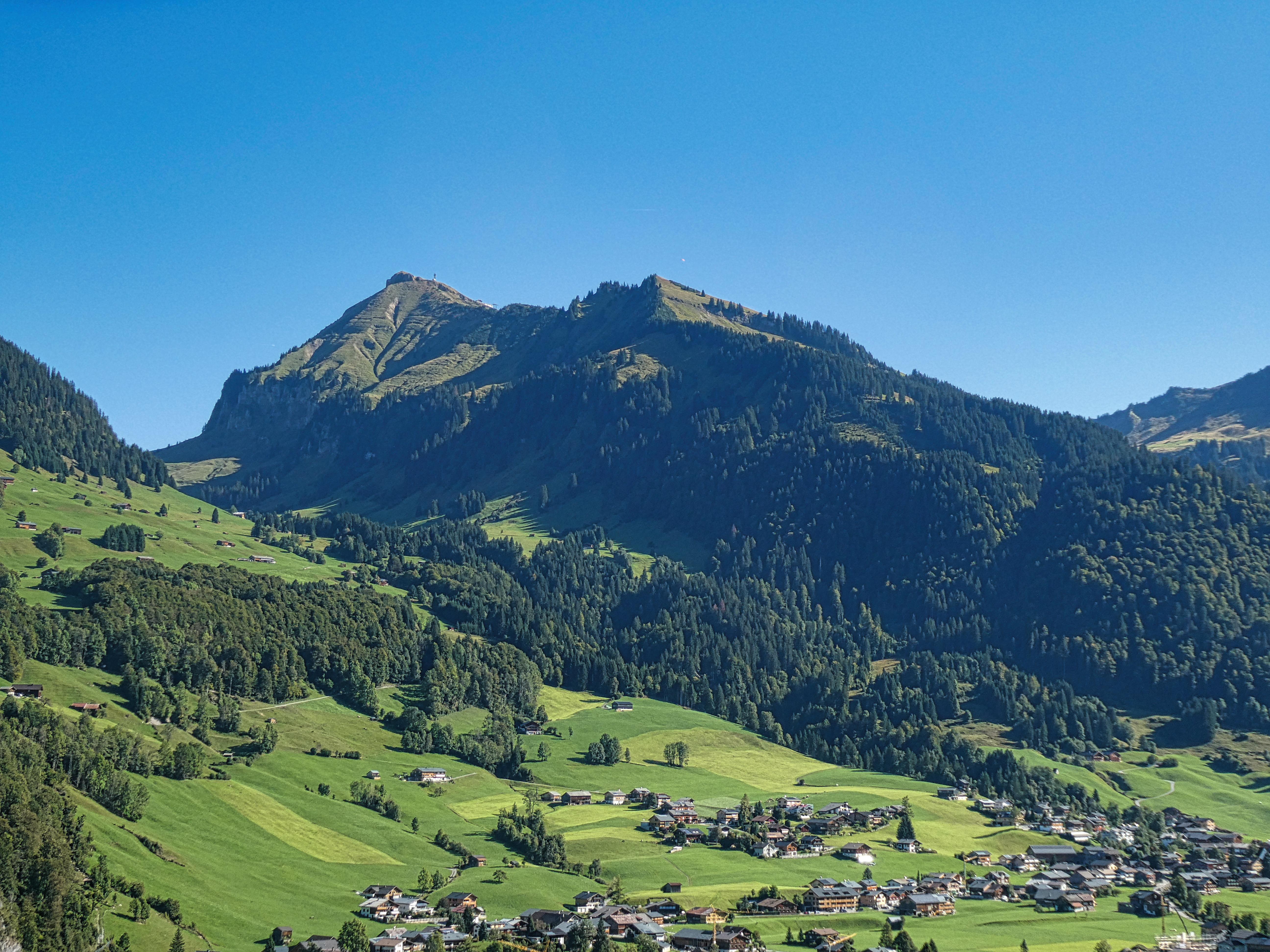
Diedamskopf über Au
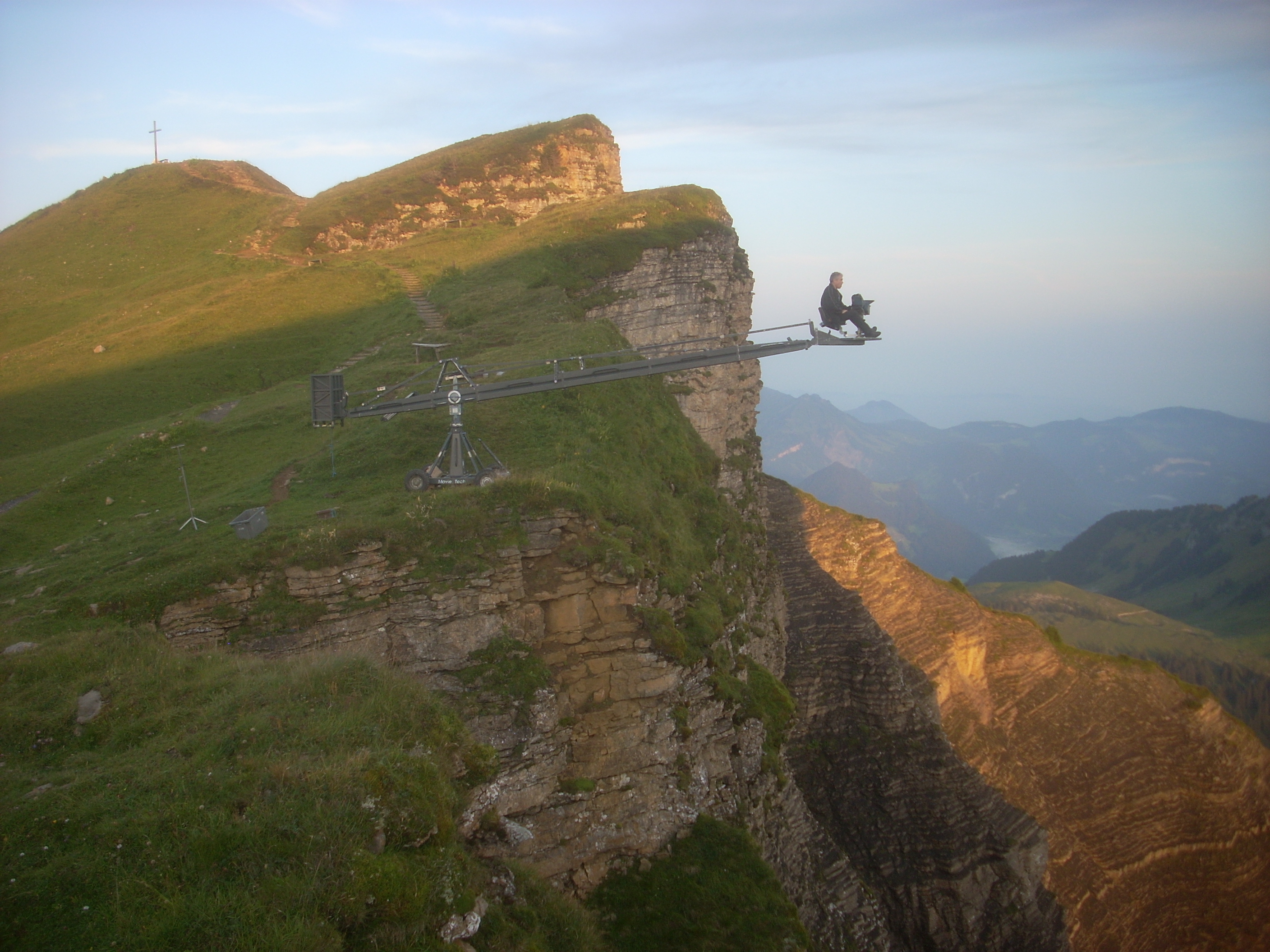
Kamera-Arbeit am Gipfel
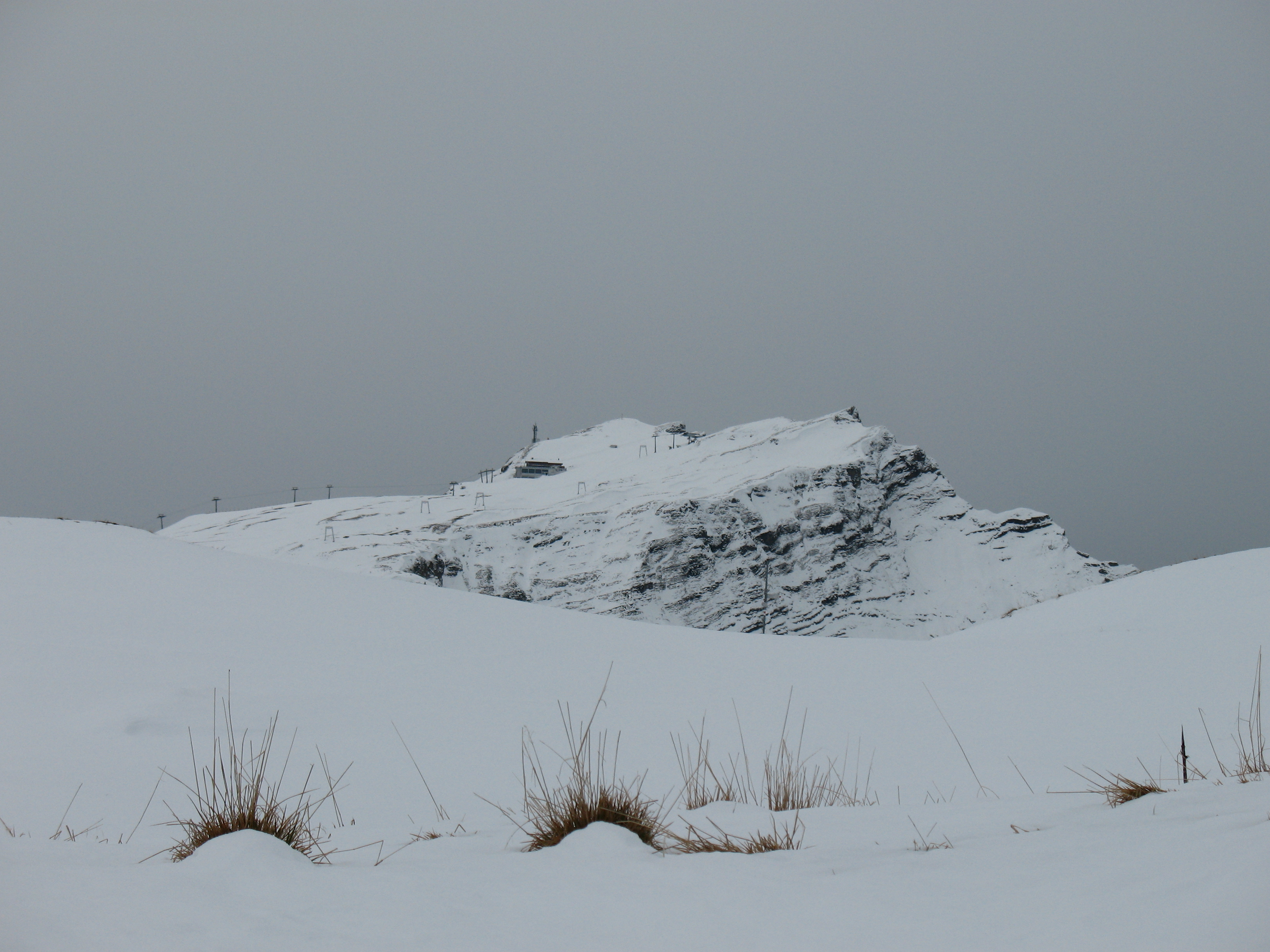
Skigebiet vom Gerachsattel
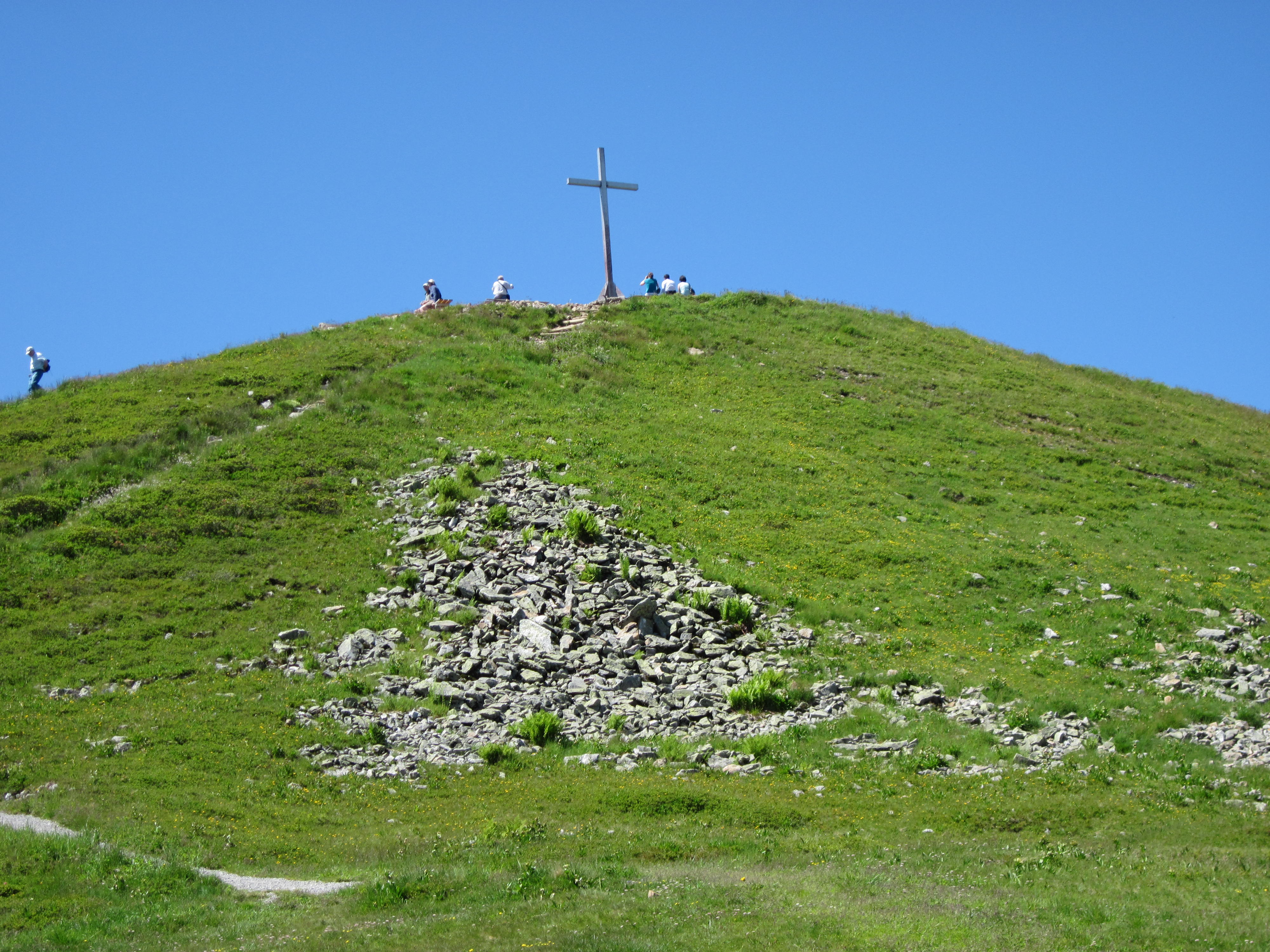
Gipfelkreuz
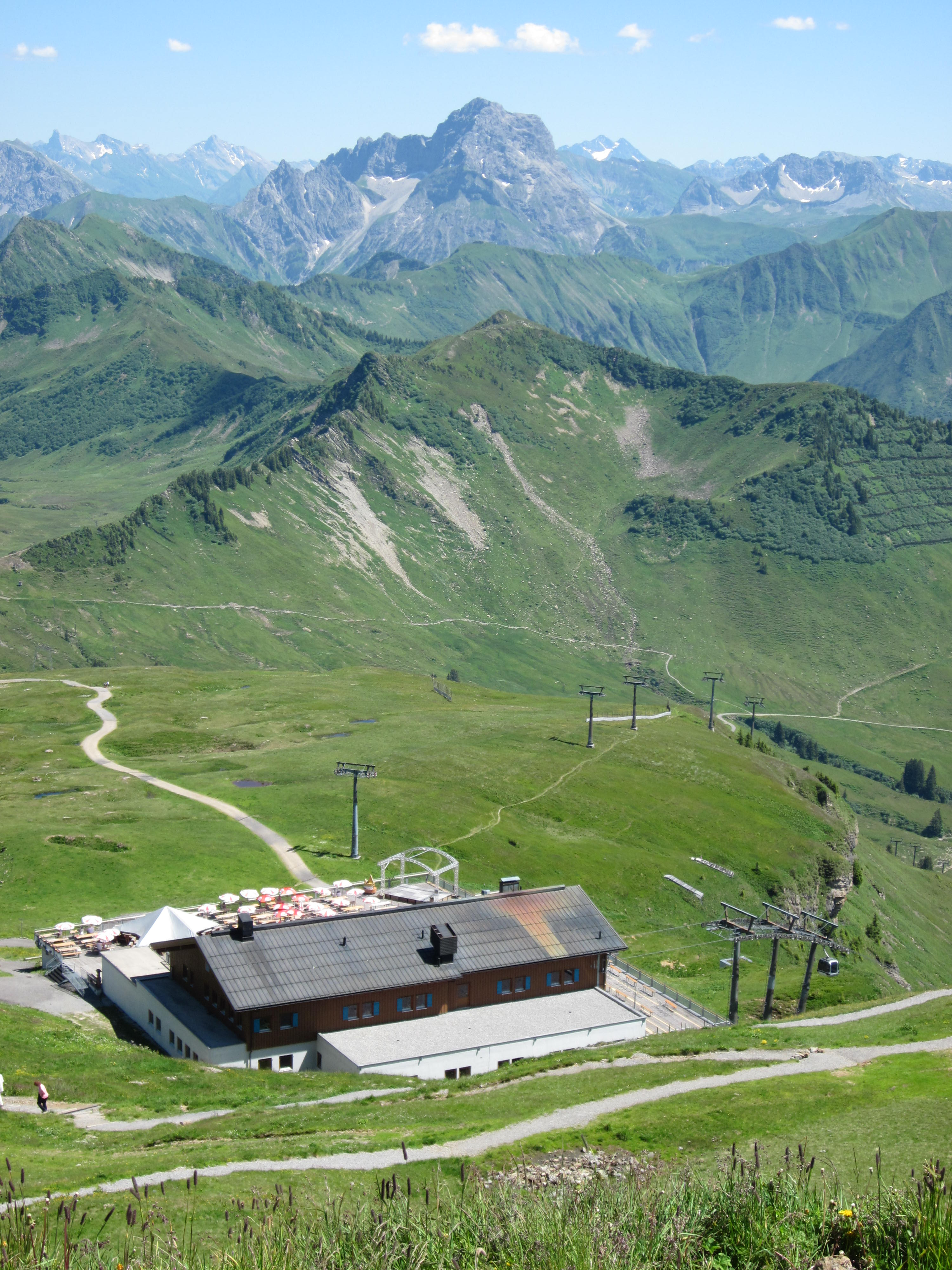
Bergstation der Seilbahn
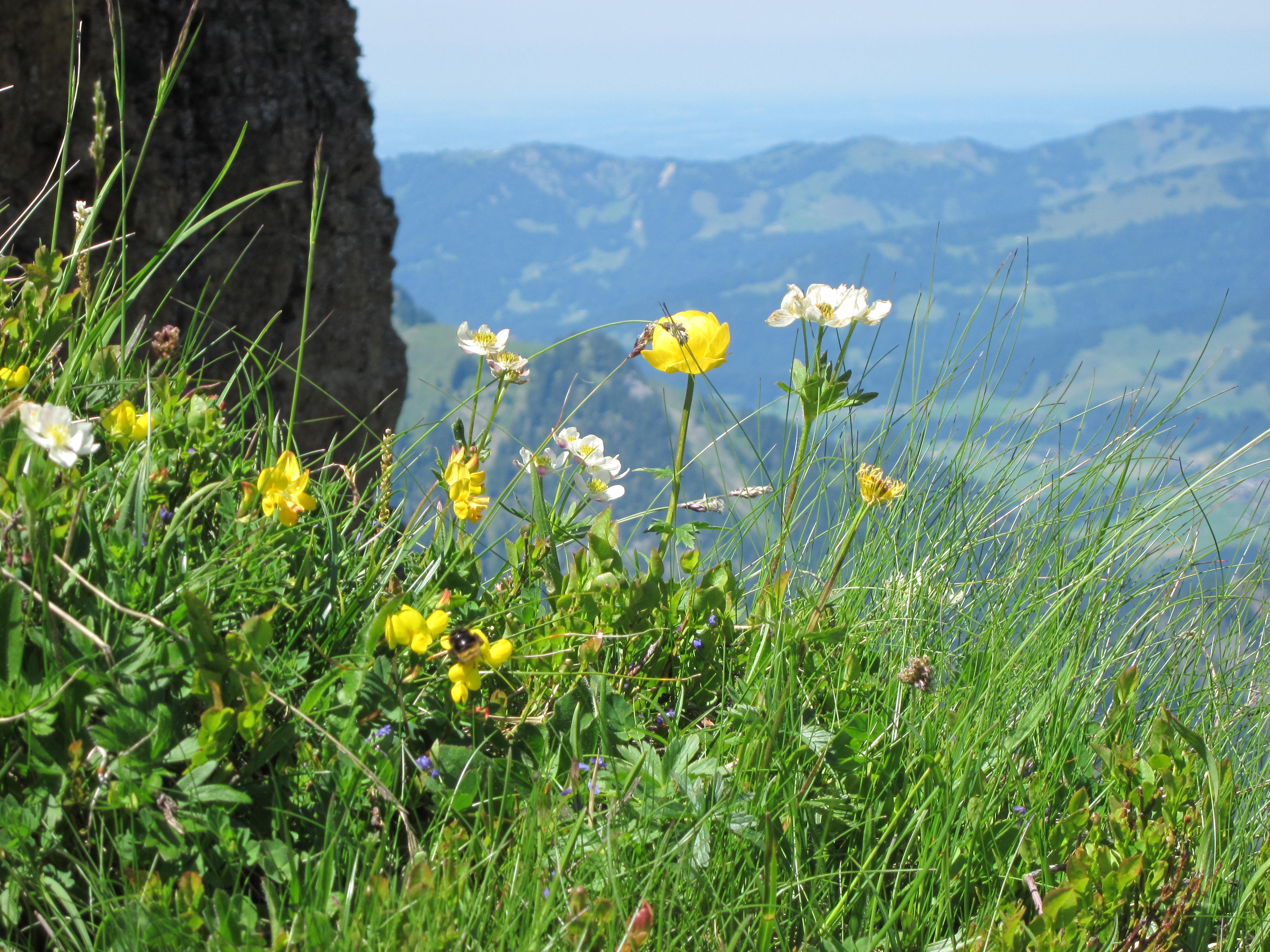
Blumen am Gipfelgrat
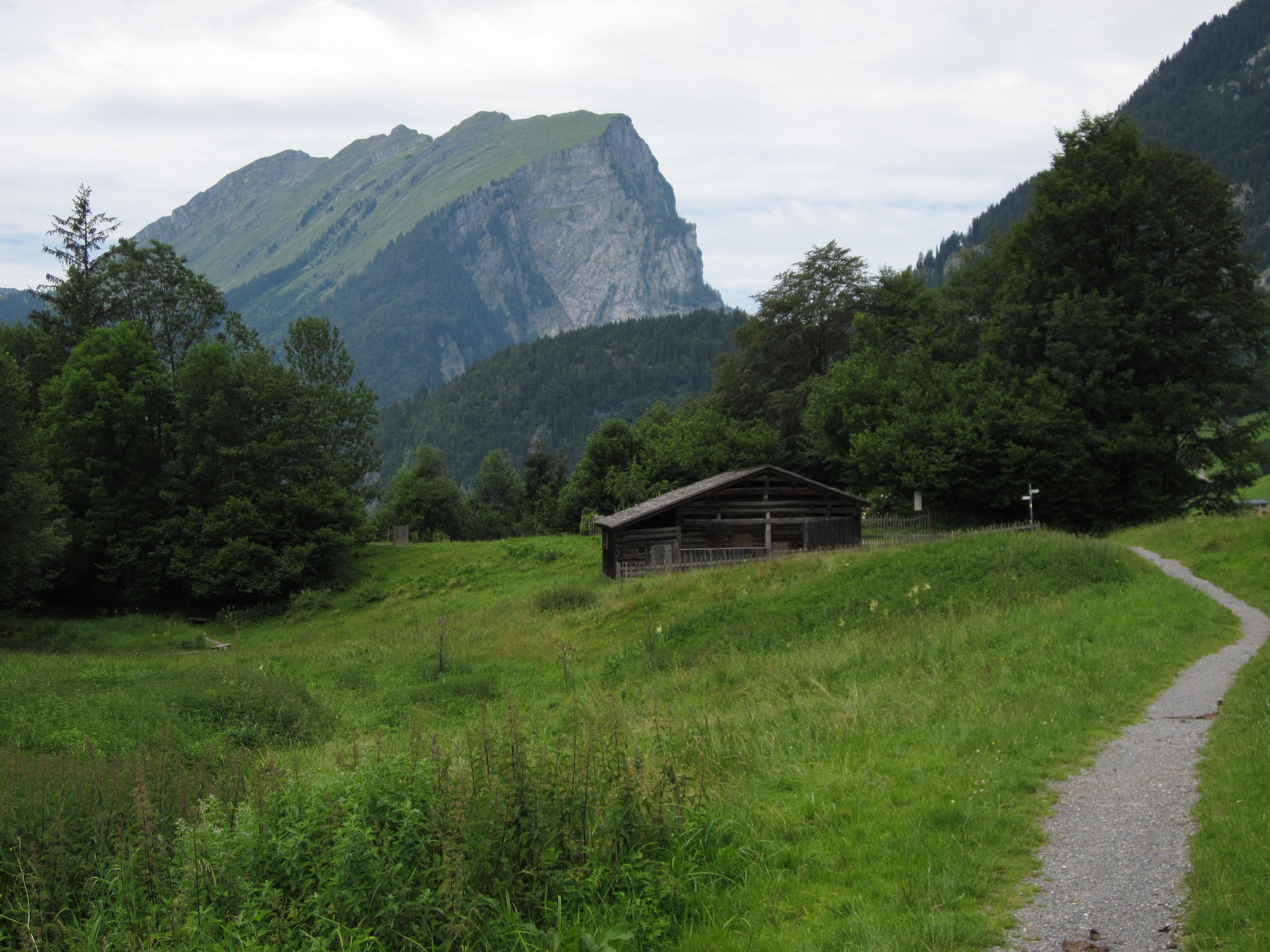
Holdamoos - Vorsässhütte
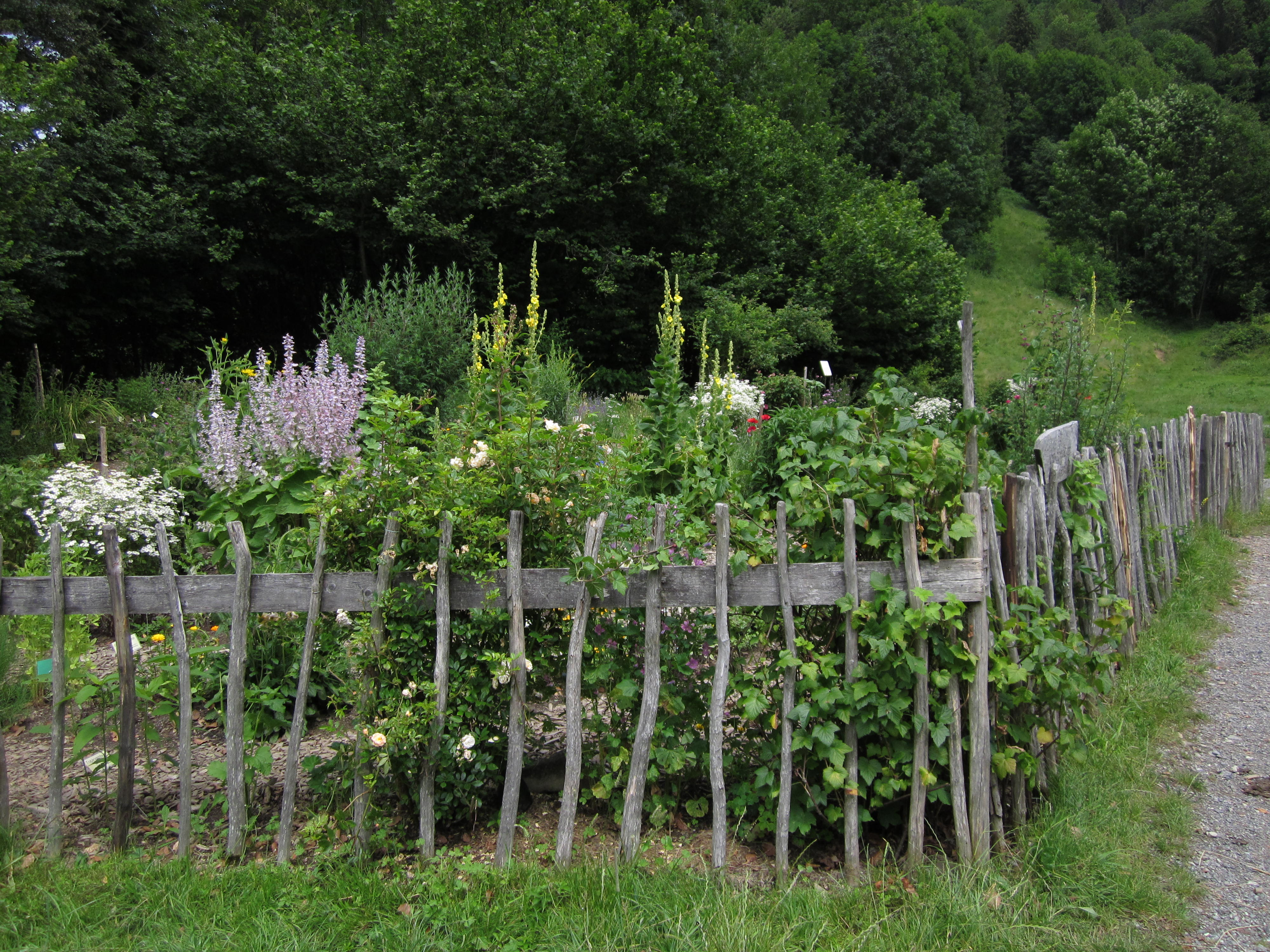
Kräutergarten Holdamoos